# Sam Fatu
Pour les articles homonymes, voir Fatu.
Samuel Larry Anoa'i Fatu (né le 11 octobre 1965 à San Francisco, Californie) est un catcheur (lutteur professionnel) américain d'origine samoane. Il est le frère jumeau du catcheur Solofa Fatu plus connu sous le nom de Rikishi et le frère d'Eddie Fatu plus connu sous le nom d'Umaga.

## Carrière de catcheur

### World Wrestling Federation (1983-1988)
Sam Fatu s'entraîne en Floride auprès de ses oncles Afa et Sika Anoa'i. Il a comme partenaire d'entraînement Sam Anoa'i (en), le fils d'Afa.
Fatu commence sa carrière de catcheur en août 1983 à la World Wrestling Federation sous le nom de Tonga Kid.